# Anna Friel
Anna Louise Friel (Rochdale, Anglaterra, 12 de juliol de 1976) és una actriu anglesa, coneguda per haver interpretat el paper de Charlotte "Chuck" Charles a la sèrie Pushing Daisies.

## Carrera
Amb catorze anys Friel fou contractada per al seu primer treball com a actriu professional a la minisèrie de Channel 4 G.B.H.. Gràcies a la seva actuació fou contractada després per aparèixer a altres programes televisius britànics com Emmerdale Farm. El 1992 s'uní al repartiment de la sèrie Brookside. Guanyà el National Television Award a l'actriu més popular pel seu paper a Brookside.
El 1996 Friel obtingué més atenció quan aparegué al telefilm The Tribe d'Stephen Poliakoff, que incloïa escenes sense roba i l'escena d'un trio sexual entre els personatges interpretats per Friel, Jonathan Rhys-Meyers i Jeremy Northam.
El 1998 aparegué a la producció original de Broadway de l'obra de Patrick Marber Closer al Music Box Theater. Friel guanyà un Drama Desk Award i un Theatre World Award per la seva interpretació d'Alice. El 2001 debutà a West End en una producció de Lulú.
Entre els seus treballs cinematogràfics hi ha Rogue Trader, The Land Girls, St. Ives, A Midsummer Night's Dream, Timeline, Me Without You, Goal! i Goal II: Living the Dream.
A televisió participà a la sèrie de Fox Broadcasting Company The Jury i al telefilm d'ITV 1 Watermelon. El 2007 Friel s'uní al repartiment de la sèrie d'American Broadscasting Company Pushing Daisies.
El novembre de 2008 rebé un Doctor honoris causa de la Universitat de Bolton per les seves contribucions a les arts escèniques.

## Filmografia

### Cinema
| Any  | Títol                              | Personatge                | Notes        |
| ---- | ---------------------------------- | ------------------------- | ------------ |
| 2020 | Books of Blood                     | Mary                      |              |
| 2019 | Sulphur and White                  | Joanne Tait               |              |
| 2018 | The Sea                            | Jenny                     | Curtmetratge |
| 2017 | Tomato Red                         | Bev Merridew              |              |
| 2016 | The Cleanse                        | Maggie                    |              |
| 2016 | I.T.                               | Rose Regan                |              |
| 2015 | Urban & the Shed Crew              | Greta                     |              |
| 2014 | Una decisió perillosa              | Sarah                     |              |
| 2014 | Advent                             | Helen                     | Curtmetratge |
| 2013 | The Look of Love                   | Jean Raymond              |              |
| 2013 | Having You                         | Anna                      |              |
| 2012 | Metamorphosis: Titian 2012         | Diana                     | Curtmetratge |
| 2011 | Sense límits                       | Melissa                   |              |
| 2010 | London Boulevard                   | Briony                    |              |
| 2010 | Coneixeràs l'home dels teus somnis | Iris                      |              |
| 2009 | Land of the Lost                   | Holly Cantrell            |              |
| 2008 | Bathory                            | Countess Erzsébet Báthory |              |
| 2007 | Goal II: Living the Dream          | Roz Harmison              |              |
| 2007 | Rubbish                            | Isobel                    | Curtmetratge |
| 2006 | Irish Jam                          | Maureen Duffy             |              |
| 2006 | Niagara Motel                      | Denise                    |              |
| 2005 | Goal!                              | Roz Harmison              |              |
| 2003 | Last Rumba in Rochdale             | Bodney (voice)            | Curtmetratge |
| 2003 | Timeline                           | Lady Claire               |              |
| 2001 | The War Bride                      | Lily                      |              |
| 2001 | Me Without You                     | Marina                    |              |
| 2000 | Sunset Strip                       | Tammy Franklin            |              |
| 2000 | Salvats pels pèls                  | Bronagh                   |              |
| 1999 | A Midsummer Night's Dream          | Hermia                    |              |
| 1999 | Rogue Trader                       | Lisa Leeson               |              |
| 1999 | Mad Cows                           | Maddy                     |              |
| 1998 | The Stringer                       | Helen                     |              |
| 1998 | The Land Girls                     | Prue (Prudence)           |              |

### Televisió
| Any       | Títol                                       | Personatge                | Notes                               |
| --------- | ------------------------------------------- | ------------------------- | ----------------------------------- |
| 2019      | Deep Water                                  | Lisa Kallisto             | Minisèrie                           |
| 2018      | Butterfly                                   | Vicky Duffy               | Minisèrie                           |
| 2017      | The Keith and Paddy Picture Show            | Adrian                    | Episodi "Rocky"                     |
| 2017      | Broken                                      | Christina Fitzsimmons     | Minisèrie                           |
| 2017      | The Girlfriend Experience                   | Erica Myles               | Temporada 2                         |
| 2015      | American Odyssey                            | Sgt. Odelle Ballard       | Personatge princiapal               |
| 2015      | La guerra de l'aigua pesant                 | Julie Smith               | Minisèrie; Personatge principal     |
| 2016–2021 | Marcella                                    | Det Sgt Marcella Backland | Personatge principal                |
| 2013      | Playhouse Presents                          | Jenny                     | Episodi "The Pavement Psychologist" |
| 2013      | The Vatican                                 | Kayla Duffy               | Episodi pilot                       |
| 2014      | The Psychopath Next Door                    | Eve Wright                | Telefilm                            |
| 2012      | Public Enemies                              | Paula Radnor              | Minisèrie; Personatge principal     |
| 2011      | Neverland                                   | Elizabeth Bonny           | Telefilm                            |
| 2011      | Treasure Guards                             | Victoria Eckhart          | Telefilm                            |
| 2011      | Come Fly with Me                            | Herself                   | Episod1 #1.5                        |
| 2011      | Without You                                 | Ellie                     | Minisèrie; Personatge principal     |
| 2009      | The Street                                  | Dee Purnell               | 2 episodis                          |
| 2007–2009 | Pushing Daisies                             | Charlotte "Chuck" Charles | Personatge principal                |
| 2004      | The Jury                                    | Megan Delaney             | Personatge principal                |
| 2004      | Perfect Strangers                           | Susie Wilding             | Telefilm                            |
| 2003      | Watermelon                                  | Claire Ryan               | Telefilm                            |
| 2002      | Fields of Gold                              | Lucia Merritt             | Telefilm                            |
| 2001      | The Fear                                    | Storyteller               | Episodi "Horror: A True Tale"       |
| 1998      | Our Mutual Friend                           | Bella Wilfer              | Minisèrie; Personatge principal     |
| 1998      | The Tribe                                   | Lizzie                    | Telefilm                            |
| 1998      | Tot per amor                                | Flora Gilchrist           | Telefilm                            |
| 1996      | Tales from the Crypt                        | Angelica, Leah            | Episodi "About Face"                |
| 1996      | Cadfael                                     | Sioned                    | Episodi "A Morbid Taste for Bones"  |
| 1995      | The Imaginatively Titled Punt & Dennis Show |                           | Episodi #2.1                        |
| 1993–1995 | Brookside                                   | Beth Jordache             | Personatge principal                |
| 1993      | Medics                                      | Holly Jarrett             | Episodi #3.3                        |
| 1992      | Emmerdale                                   | Poppy Bruce               | 4 episodis                          |
| 1991      | G.B.H.                                      | Susan Nelson              | Minisèrie; Personatge principal     |
| 1991      | Coronation Street                           | Belinda Johnson           | 2 episodis                          |

## Premis i nominacions
| Any  | Premi                                | Categoria                                                   | Obra                                    | Resultat  |
| ---- | ------------------------------------ | ----------------------------------------------------------- | --------------------------------------- | --------- |
| 1995 | National Television Awards           | Actriu més popular                                          | Brookside                               | Guanyador |
| 1995 | TVTimes                              | Millor Actriu                                               | Brookside                               | Guanyador |
| 1999 | Drama Desk Awards                    | Drama Desk Award for Outstanding Featured Actress in a Play | Actriu destacada en una obra de teatre. | Guanyador |
| 2001 | Genie Awards                         | Millor actriu                                               | The War Bride                           | Nominat   |
| 2007 | Premis Satellite                     | Millor actriu de sèrie de comèdia o musical                 | Pushing Daisies                         | Nominat   |
| 2008 | Premis Saturns                       | Millor actriu de televisió                                  | Pushing Daisies                         | Nominat   |
| 2008 | Premis Globus d'Or                   | Millor actriu de sèrie de comèdia o musical                 | Pushing Daisies                         | Nominat   |
| 2008 | Online Film & Television Association | Millor actriu de sèrie de comèdia                           | Pushing Daisies                         | Nominat   |
| 2009 | RTS North West Awards                | Millor interpretació en un drama o sèrie dramàtica          | The Street                              | Guanyador |
| 2009 | Czech Lion Awards                    | Millor actriu                                               | Bathory                                 | Nominat   |
| 2010 | Sun in a Net Awards                  | Millor actriu en el paper principal                         | Bathory                                 | Guanyador |
| 2010 | SFX                                  | Millor actriu                                               | Pushing Daisies                         | Nominat   |
| 2017 | Séries Mania Festival                | Millor actriu                                               | Broken                                  | Guanyador |
| 2017 | International Emmy Awards            | Millor interpretació d’una actriu                           | Marcella                                | Guanyador |
| 2018 | Premis BAFTA de televisió            | millor actriu de repartiment                                | Broken                                  | Nominat   |